# Thomas Bachmann (Tänzer)

US Open Swing – Lindy Hop

Thomas Michael Andreas Bachmann (* 6. Juni 1986 in München) ist ein deutscher Tänzer, Choreograph und Tanzlehrer im Bereich Boogie-Woogie, Swing, Lindy Hop und West Coast Swing.

## Erfolge
Bachmann tanzte von 2000 bis 2006 in der Formation Boogie Magic’s Hohenbrunn, mit der er unter anderem zwei Weltmeistertitel (2004, 2005), einen Europameistertitel (2004), zweimals den Deutschland Cup (2004, 2005) holte und zweimal Deutscher Meister wurde (2005, 2006).
Von 2008 bis 2010 war Bachmann mit seiner Partnerin Doreen Weisser im deutschen Nationalteam Boogie-Woogie und erreichte beim Boogie-Woogie World Cup 2009 als bestes deutsches Paar den 18. Platz. Zu dieser Zeit galten Bachmann und Weisser als „bestes aktuelles Paar“ im Boogie-Woogie.
Im Jahr 2010 beendete Bachmann seine aktive Boogie-Woogie Turnier-Karriere, um sich hauptsächlich andere Swingtänze wie Lindy Hop und West Coast Swing zu konzentrieren.
2011 erzielte er erste Erfolge in West Coast Swing Turnieren wie den Liberty Swing Dance Championships.
2012 gründete er mit Christine von Scheidt die Tanzschule Swing And The City Augsburg und unterrichtet regelmäßig Swing-Tänze in Augsburg, München, Salzburg, Ingolstadt und Regensburg.
2014 gewann Bachmann unter anderem das „Budafest“, eines der größten West Coast Swing Turniere Europas.
2015 trennten sich die Tanzschulen Swing in Augsburg und Swing in Ingolstadt von Swing And The City und werden seither vollständig eigenständig geführt, aus Swing And The City Augsburg wurde 2015 der Hep Cat Club, der von Thomas Bachmann als Geschäftsführer geleitet wird.
Auf der US Open 2015 ertanzte er sich mit seiner Partnerin den 14. Platz. Die beiden schnitten als bestes deutsches Paar ab.
Thomas unterrichtet national und international – u. a. in Japan, Slowenien, oder der Schweiz.
2019 erfolgte der Umzug des Hep Cat Club in die größeren Räume direkt am Augsburger Hauptbahnhof. Dort ist es nun möglich, auch größere Workshops und Events vor Ort zu veranstalten – im Bereich Vintage Swing wurden so das XmaSwing (jährl. im Dezember), die Augsburger Jazz Rhythms (jährl. im April) und das Augsburg Balboa Festival (jährl. im September) sowie im Bereich Modern Swing das CozySwing (jährl. im Dezember); mit dem Cirque du Swing (jährl. im Juli) ist ein weiteres Festival im Entstehen.